# Odlewanie ciśnieniowe
Odlewanie ciśnieniowe (odlewanie pod wysokim ciśnieniem) – technologia kształtowania ciekłego metalu w gotowy wyrób. Technologia ta umożliwia wytwarzanie wyrobów gotowych, głównie ze stopów metali nieżelaznych (Al, Mg, Zn, Cu). Odlewy ciśnieniowe charakteryzują się dużą dokładnością, stabilnością wymiarową, jakością powierzchni i odwzorowaniem ich kształtów.
Odlewanie ciśnieniowe polega na wymuszonym ruchu metalu wypełniającego wnękę formy, ciśnieniem wywołanym ruchem tłoka prasującego maszyny odlewniczej. Technologia ta zapewnia wysoki uzysk metalu, a dzięki drobnoziarnistej strukturze - dobre właściwości mechaniczne, fizyczne i chemiczne odlewów. Cechą charakterystyczną tej technologii odlewania są bardzo wysokie prędkości i ciśnienia niespotykane w innych technologiach odlewniczych. Prędkości te dochodzą do 100 m/s a ciśnienia do 150 MPa. Oznacza to, że sposób wypełniania wnęki formy przebiega w sposób turbulentny, któremu towarzyszą zjawiska rozpylania, zawirowania, rozbijania i mieszania się strug ciekłego metalu. Konsekwencją takiego sposobu wypełniania wnęki formy są niejednorodności strukturalne odlewów w postaci pęcherzy gazowych, rozdzielenia faz i wtrąceń niemetalicznych.
Maszyny do odlewania pod wysokim ciśnieniem budowane są zasadniczo w dwóch wersjach: z gorącą komorą prasowania i zimną komorą prasowania.  W maszynach z zimną komorą prasowania wykonuje się odlewy ze stopów metali, które topnieją w wysokich temperaturach (stopy aluminium, magnezu, miedzi, ale również cynku), natomiast w maszynach z gorącą komorą prasowania - odlewy ze stopów cynku i ołowiu (często również z magnezu).
Jednym z najważniejszych parametrów charakteryzującym maszyny ciśnieniowe, decydującym o możliwości wykonania odlewu o założonych gabarytach, jest  siła zwierania (zamykania). Jest to największa siła, z jaką mechanizm zamykania dociska połówki formy. Współczesne maszyny ciśnieniowe (zimnokomorowe) osiągają siłę zwierania 45 000 kN, natomiast maszyny gorącokomorowe - do 5000 kN.
Ograniczenia w stosowaniu tej technologii wynikają również z wysokich kosztów inwestycyjnych związanych z zakupem maszyn, urządzeń pomocniczych i wykonawstwem formy, a przede wszystkim ze skłonności do okludowania w strukturze odlewu porów gazowych, skurczowych i wtrąceń tlenkowych.  Obecne w odlewie ciśnieniowym wymienione wady naruszają ciągłość i zwartość struktury, która w istotny sposób wpływa na jego właściwości użytkowe, np. szczelność. Brak szczelności odlewów występuje szczególnie często wówczas, gdy przybrzeżna warstewka odlewu ciśnieniowego o zwartej i drobnoziarnistej strukturze podlega usunięciu podczas obróbki skrawaniem.
Pomimo tych niekorzystnych ograniczeń technologia ta jest powszechnie stosowana. W Polsce wykonuje się nią ok. 70% wszystkich odlewów ze stopów aluminium i prawie 100% ze stopów magnezu i cynku. Wiodącym odbiorcą odlewów ciśnieniowych jest przemysł samochodowy, dla którego produkowane są takie odlewy jak: bloki silnika, pompy, turbiny, miski olejowe, elementy zawieszenia, różnego rodzaju obudowy i wyposażenia wnętrza (ramy siedzeń, układ kierowniczy i inne).

## Historia
Pierwszy patent związany z odlewnictwem ciśnieniowym został przyznany w USA Johnowi I. Sturgisowi w 1849 roku na małą, ręczną maszynę w celu zmechanizowania produkcji czcionek drukarskich (poprzez wtrysk ołowiu), które do tej pory były produkowane pojedynczo i ręcznie.
W 1885 roku Ottmar Mergenthaler wynalazł drukarską automatyczną maszynę odlewniczą o nazwie „Linotype”, która stała się podstawą do automatycznego odlewania ciśnieniowego, jakie znamy dzisiaj. Linotyp zrewolucjonizował technologię druku.
Pierwsza maszyna drukarska, która została wykorzystana komercyjnie, znana jako „Blower” powstała już w 1886 roku w wydawnictwie New York Tribune’s Room. W ciągu czterech lat, Tribune wyposażony został w kilkanaście linotypów i opublikował 500-stronicową książkę (The Tribune Book of Open Air Sports). Bardzo często mówi, że się w historii druku najważniejsze są dwa nazwiska – Johannesa Gutenberga i Ottmara Mergenthalera. Przed wynalazkiem Mergenthalera gazety na świecie miały nie więcej niż osiem stron. Odlewnictwo ciśnieniowe jest również prekursorem nowoczesnego druku.
Od 1892 r. oprócz odlewania czcionek drukarskich rozpoczęto produkcję odlewanych ciśnieniowo elementów do gramofonów i kas fiskalnych, jednak masowa produkcja wielu rodzajów części rozpoczęła się na początku XX wieku.
Nieco wcześniej, bo w 1868 roku Brytyjczyk Charles Babbage wykorzystał technologię wtrysku pod ciśnieniem stopów ołowiu, antymonu, cyny i cynku do produkcji drobnych elementów precyzyjnych dla liczydeł mechanicznych.
W 1893 roku została założona przez przemysłowca Herberta H. Franklina w Syracuse w stanie Nowy Jork firma H.H. Manufacturing Company Franklin. Firma specjalizowała się w produkcji maszyn ciśnieniowych i wykonywaniu drobnych części, takich jak przekładnie i tuleje łożyskowe. Jest to pierwsza firma na świecie zajmująca się wykonywaniem maszyn i odlewów ciśnieniowych. Franklin jest ponadto autorem terminu „odlewanie ciśnieniowe” (die casting). Odlewnictwem Herbert H. Franklin zainteresował się w 1892 roku (wcześniej był redaktorem czasopisma, którego właścicielem był jego wuj) i wraz z Herbertem G. Underwoodem rozpoczął eksperymenty nad „procesem hydrostatycznego formowania” (hydrostatic moulding proces). Był wizjonerem tej technologii: „Rozwijamy proces, który zrewolucjonizuje branżę produkcji metalowej”. Dlatego też został nazwany „ojcem chrzestnym” procesu odlewania ciśnieniowego. Od 1903 roku produkcja firmy obejmowała głównie tuleje cylindrowe do silników spalinowych.
W 1907 E. B. Van Wagner opatentował maszynę pneumatyczną do odlewania ciśnieniowego, która była prototypem maszyny ciśnieniowej z gorącą komorą, a w 1910 roku założył firmę Manufacturing Company, która była pierwszą odlewnią ciśnieniową w Anglii.
Kolejnym kamieniem milowym w odlewnictwie ciśnieniowym była działalność Hermana Doehlera, który opracował maszynę ciśnieniową i uzyskał na nią patent w 1910 roku. W 1915 roku w Stanach Zjednoczonych zostały wyprodukowane pierwsze odlewy ciśnieniowe, którymi były elementy masek przeciwgazowych, wykorzystywanych podczas I wojny światowej.
Opatentowanie w 1930 roku przez Josefa Polaka zimnokomorowej maszyny ciśnieniowej z poziomą komorą prasowania wpłynęło na znaczny rozwój ciśnieniowego odlewnictwa stopów aluminium, ale dopiero w 1967 roku, produkcja odlewów ciśnieniowych z tych stopów przewyższyła produkcję odlewów ciśnieniowych ze stopów cynku. Znaczącą innowacją było opatentowanie w 1966 roku przez General Motors technologii acurad. Nazwa jest akronimem słów dokładny, niezawodny i zwarty (accurate, reliable, dense).
Technologia odlewania ciśnieniowego stale jest rozwijana i unowocześniania (m.in. ze względu na znaczy postęp elektroniki), ale główne założenia pozostają od ponad 100 lat niezmienione.